# Sukumo
Sukumo (jap. 宿毛市 Sukumo-shi) – miasto położone w prefekturze Kōchi, w Japonii, na wyspie Sikoku. Założone zostało 31 marca 1954 roku.

## Populacja
Zmiany w populacji Sukumo w latach 1970–2015:
| Rok  | Populacja |
| ---- | --------- |
| 1970 | 25 028    |
| 1975 | 25 340    |
| 1980 | 26 080    |
| 1985 | 26 255    |
| 1990 | 25 828    |
| 1995 | 25 919    |
| 2000 | 25 970    |
| 2005 | 24 397    |
| 2010 | 22 610    |
| 2015 | 20 919    |